# Independence (Ohio)
Independence is een plaats (city) in de Amerikaanse staat Ohio, en valt bestuurlijk gezien onder Cuyahoga County.

## Demografie
Bij de volkstelling in 2000 werd het aantal inwoners vastgesteld op 7109.
In 2006 is het aantal inwoners door het United States Census Bureau geschat op 6789, een daling van 320 (-4,5%).

## Geografie
Volgens het United States Census Bureau beslaat de plaats een oppervlakte van
24,8 km², geheel bestaande uit land.

## Geboren
Stipe Miočić (19 augustus 1982), Amerikaans MMA-vechter

## Plaatsen in de nabije omgeving
De onderstaande figuur toont nabijgelegen plaatsen in een straal van 8 km rond Independence.